# Azo von Iberien
Azo von Iberien (auch: Azoy, Azon, georgisch აზო; აზოჲ; აზონი) war ein antiker Herrscher in der georgischen Landschaft Iberien, dem späteren Kartlien. Mittelalterliche georgische Annalen geben an, dass er von Alexander dem Großen eingesetzt worden sei.

## Mittelalterliche Tradition
Die mittelalterlichen georgischen Chroniken bieten unterschiedliche Angaben. Während die Bekehrung Kartlis (მოქცევაჲ ქართლისაჲ, mɔkʰtsɛvɑj kʰɑrtʰlɪsɑj) ihn unter dem Namen Azo(y) kennt und ihn zum Spross einer alten Dynastie in Arian Kartli (არიან-ქართლი) macht, bezeichnet ihn die georgische Chronik Das Leben Kartlis (ქართლის ცხოვრება) als Azon und als einen makedonischen Außenseiter. Beide Namen bezeichnet unzweifelhaft dieselbe Person und beide Quellen verbinden seine Machtergreifung mit der mythischen Expedition Alexanders ins innere Georgien.
Laut der Bekehrung Kartlis war Azo der Sohn eines namenlosen Königs von Arian-Kartli, der zusammen mit seinen Anhängern von Alexander nach der Eroberung der Stadt Mzcheta nach Kartli gebracht wurde und als der erste König (mep'e, მეფე) eingesetzt wurde. Gleichzeitig brachte er die Verehrung von Gatsi und Gaim (გაცი გაიმ) nach Kartli.
Das Leben Kartlis sagt nichts über eine solche Tradition. Im Gegenteil beschreibt es Azon als einen Sohn von Iaredos, weder ein König noch ein „Georgier“. Es berichtet, dass er Mzcheta mit 100.000 Makedonen („Römern“) erobert habe. Alexander habe Azon befohlen, die sieben Himmelskörper (Sonne, Mond und fünf „Sterne“ = Planeten) zu verehren und den „unsichtbaren Gott, den Schöpfer des Universums“. Diese Version beschreibt Azon als Tyrannen, der daraufhin abgesetzt und von Parnawas I. getötet wird. Parnawas wird dabei als Mitglied des Herrscher-Clans der Parnawasiden gezeichnet, dessen Vater und Onkel von Azon getötet worden waren.

## Moderne Interpretationen
Die Identifikation von Azo/Azon ist eines der schwierigsten Rätsel der frühen georgischen Geschichte. Seine Herrschaftszeit wurde von dem georgischen Wissenschaftler Sergi Gorgaje auf 330–272 v. Chr. datiert, was jedoch eine sehr ungenaue chronologische Einordnung sein dürfte.
Trotz der Differenzen bestätigen die Übereinstimmungen der beiden mittelalterlichen Traditionen, dass in Mzcheta in der frühen hellenistischen Periode ein Königtum entstand, was auch durch außer-georgische Quellen bezeugt wird. Der legendenhafte Feldzug von Alexander nach Iberien hat sich auch in der armenischen historischen Tradition erhalten, besonders in der Geschichte Armeniens (Պատմություն Հայոց, Patmut'yun Hayots) von Moses von Choren (ca. 5. Jahrhundert). Moses beschreibt einen „Mithridates, Satrap von Darius“, welcher mit Mithridates I. von Pontos identifiziert werden kann, und der von Alexander eingesetzt worden sei, um über die Georgier zu herrschen. Der Historiker Giorgi Melikishvili hat verschiedene Parallelen zwischen den Geschichten von Azon in den georgischen Chroniken und dem Mithridates der armenischen Tradition nachgewiesen.
Mehreren modernen Forschern zufolge weist die Geschichte von Azo indirekt darauf hin, dass die frühen georgischen Stämme nach Nordwesten wanderten und es zu Vermischungen mit den anatolischen Elementen und Stämmen kam, die im eigentlichen Kartli ansässig waren. Andererseits könnte die Version des Kartlis Zchowreba, die Azons Entourage anachronistisch als „Römer“ bezeichnet, auch ebenso gut Bezüge zu den römischen Feldzügen in Iberien haben, besonders zu den Kampagnen der Flavier (69–96 n. Chr.), welche überraschenderweise von den georgischen Annalen komplett verschwiegen werden.
Einige moderne Historiker haben auch versucht, Azon mit dem Iason der Argonautensage in Verbindung zu bringen. Laut dem römischen Historiker Tacitus beanspruchten die Iberier thessalischen Ursprung, der auf die Zeit zurückging, als Jason, nachdem er mit Medea und ihren Kindern geflohen war, zum leeren Palast von Aietes und den königslosen Kolchern zurückkehrte.